# Constantine (gra komputerowa)
Constantine – gra wideo stworzona w 2005 roku na podstawie filmu produkcji Warner Bros. "Constantine". Głównym bohaterem gry jest John Constantine - detektyw, posiadający zdolności paranormalne. Potrafi przenosić się do piekła wchodząc do wody, a wydostawać się z niego "wbijając" fiolkę z wodą w klatkę piersiową.
Świat gry ma dwie strony - widoczną dla wszystkich ludzi i mroczną - piekło. Bohater próbując pokonywać przeszkody zmienia położenie przedmiotów w realnym świecie, aby dostać się za przeszkodę w piekle.

## Główni bohaterowie
- John Constantine - egzorcysta
- Angela - policjantka z posterunku 13, ma zdolności widzenia zwykłego świata i piekielnego
- Beeman - pomocnik Constantina, tworzy dla niego bronie, ginie z ręki Balthazara
- Hennesey - ksiądz
- Thomas Elriu - pół-krwi anioł, zamordowany na początku gry
- Balthazar - morderca Elriu
- Gabriel - archanioł, wykonywał rozkazy Boga
- Mammon - syn Szatana, próbuje przejść do świata żywych za pomocą Angeli

## Odbiór
- recenzja w Nowej Fantastyce 2005/6 s.69